# Cantone di Joyeuse
Il Cantone di Joyeuse era una divisione amministrativa dell'arrondissement di Largentière.
A seguito della riforma approvata con decreto del 13 febbraio 2014, che ha avuto attuazione dopo le elezioni dipartimentali del 2015, è stato soppresso.

## Composizione
Comprendeva i comuni di:
- Beaulieu
- Chandolas
- Faugères
- Grospierres
- Joyeuse
- Labeaume
- Lablachère
- Payzac
- Planzolles
- Ribes
- Rosières
- Sablières
- Saint-Alban-Auriolles
- Saint-André-Lachamp
- Saint-Genest-de-Beauzon
- Vernon